# Draft de la NBA de 2004
El Draft de la NBA de 2004 se celebró el 24 de junio, en la ciudad de Nueva York.
Después de la temporada regular, Emeka Okafor fue nombrado Rookie del año, mientras que Ben Gordon fue elegido Mejor Sexto Hombre, llegando a ser el primer novato en la historia de la NBA en conseguir dicho galardón.
Al final del draft, alrededor del 40% de los jugadores seleccionados en él habían nacido en países de fuera de Estados Unidos. Seguiría siendo la mayor afluencia de jugadores internacionales seleccionados en la era moderna del draft de la NBA hasta el draft de la NBA de 2016, en el que casi la mitad de los jugadores seleccionados nacieron en países de fuera de Estados Unidos. Además, cuatro de los jugadores seleccionados en el draft eran rusos, lo que no solo supuso el mayor número de jugadores nacidos en esa región elegidos en un draft, sino que también fue la mayor representación de un país en un draft hasta 2016, cuando cinco franceses serían elegidos en el draft.  

## Primera ronda

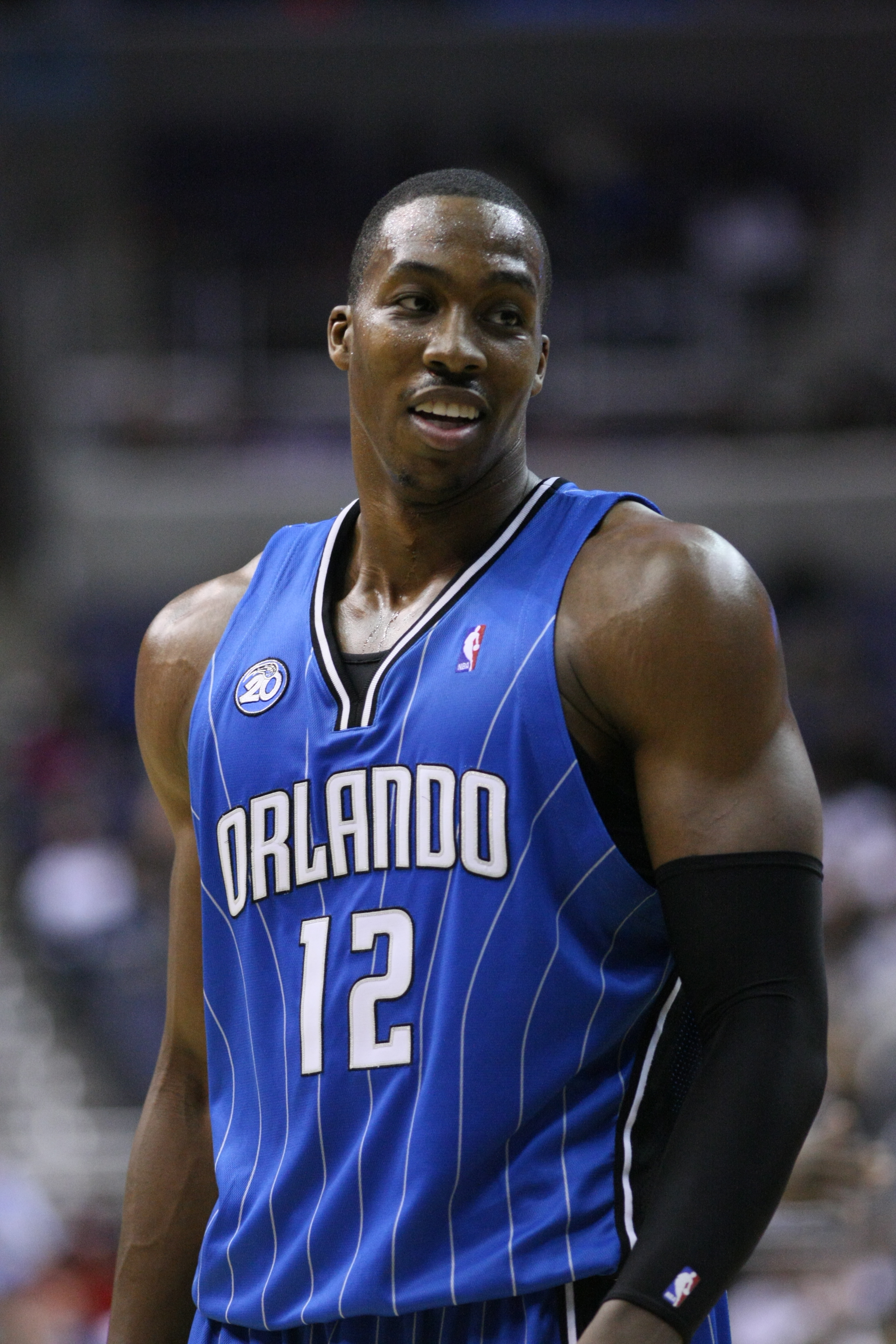
Dwight Howard, la primera elección de Orlando Magic.

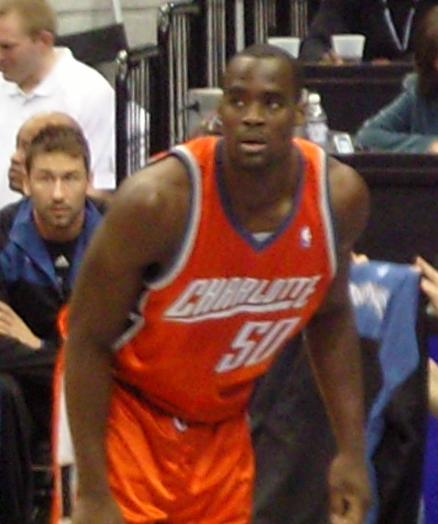
Emeka Okafor, elegido en segundo lugar por Charlotte Bobcats.

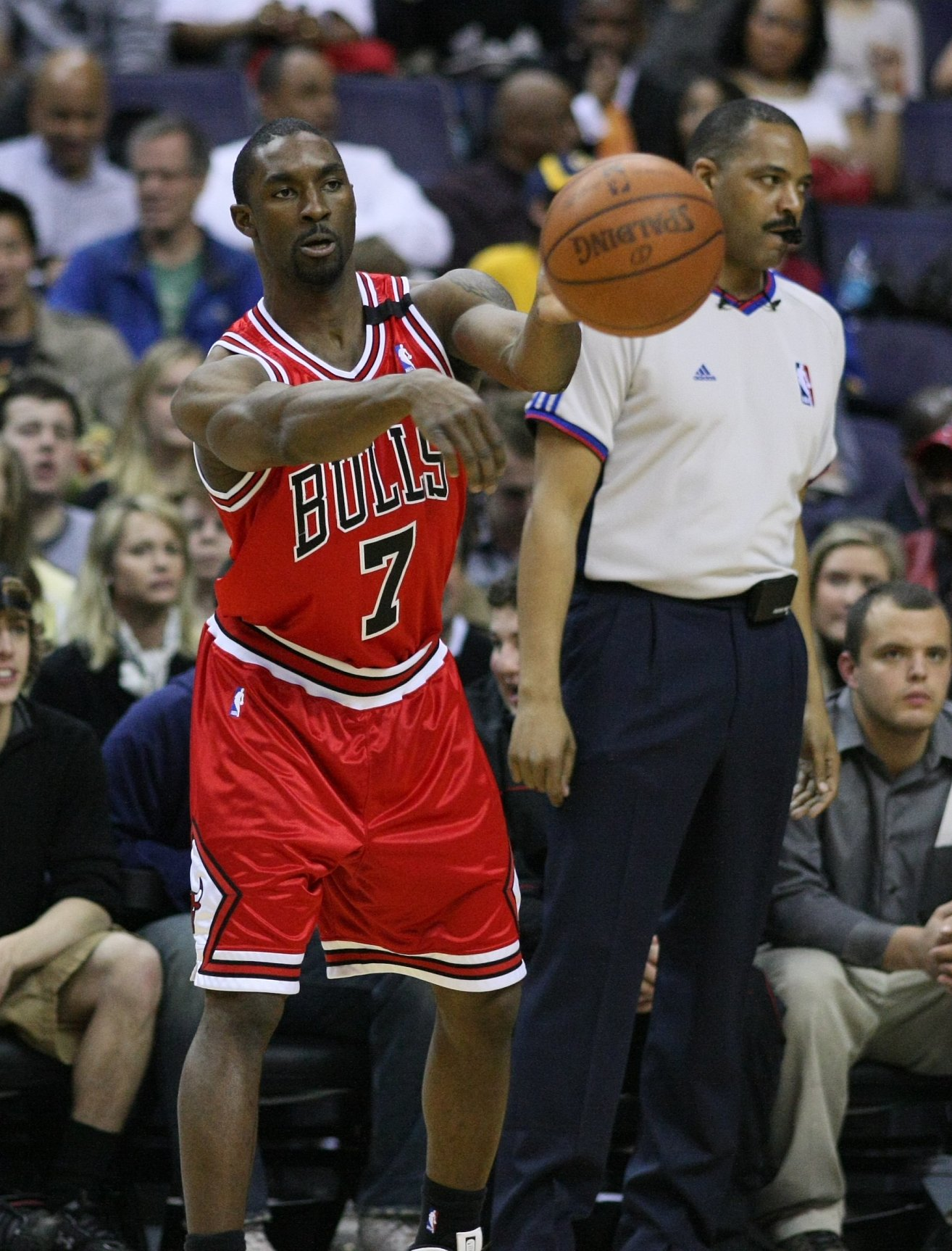
Ben Gordon, tercera elección de los Chicago Bulls.

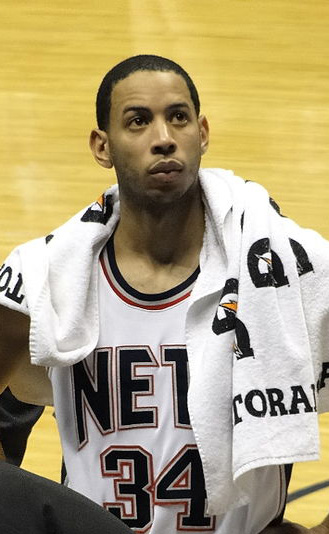
Devin Harris, elegido en quinto lugar por Washington Wizards (traspasado a Dallas).

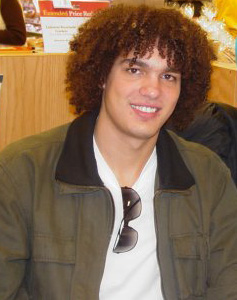
Anderson Varejão, elegido en el puesto 30 por Orlando Magic (traspasado a Cleveland).

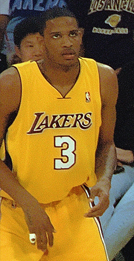
Trevor Ariza, la elección n.º 43 de los New York Knicks.

|  | Denota jugador que ha sido seleccionado al menos en un All-Star Game y un Mejor Quinteto de la NBA |
|  | Denota jugador que ha sido seleccionado al menos en un All-Star Game                               |
|  | Denota jugador que nunca ha jugado en la NBA                                                       |

| Pick | Jugador                | Nacionalidad   | Equipo de la NBA                                                                                               | Origen (Universidad/Club)                |
| ---- | ---------------------- | -------------- | --- | ---------------------------------------- |
| 1    | Dwight Howard (F/C)    | Estados Unidos | Orlando Magic                                                                                                  | SW Atlanta Christian Ac. (Atlanta)       |
| 2    | Emeka Okafor (F/C)     | Estados Unidos | Charlotte Bobcats (desde Los Angeles Clippers)                                                                 | UConn                                    |
| 3    | Ben Gordon (G)         | Estados Unidos | Chicago Bulls                                                                                                  | UConn                                    |
| 4    | Shaun Livingston (PG)  | Estados Unidos | Los Angeles Clippers (desde Charlotte Bobcats)                                                                 | Peoria Central HS (Peoria, Illinois)     |
| 5    | Devin Harris (G)       | Estados Unidos | Washington Wizards (traspasado a Dallas con Jerry Stackhouse y Christian Laettner por Antawn Jamison y dinero) | Wisconsin                                |
| 6    | Josh Childress (G/F)   | Estados Unidos | Atlanta Hawks                                                                                                  | Stanford                                 |
| 7    | Luol Deng (SF)         | Reino Unido    | Phoenix Suns (traspasado a Chicago)                                                                            | Duke                                     |
| 8    | Rafael Araújo (C)      | Brasil         | Toronto Raptors                                                                                                | BYU                                      |
| 9    | Andre Iguodala (G/F)   | Estados Unidos | Philadelphia 76ers                                                                                             | Arizona                                  |
| 10   | Luke Jackson (SF)      | Estados Unidos | Cleveland Cavaliers                                                                                            | Oregon                                   |
| 11   | Andris Biedriņš (F/C)  | Letonia        | Golden State Warriors                                                                                          | BK Skonto Riga (Letonia)                 |
| 12   | Robert Swift (C)       | Estados Unidos | Seattle SuperSonics                                                                                            | Bakersfield HS (Bakersfield, California) |
| 13   | Sebastian Telfair (PG) | Estados Unidos | Portland Trail Blazers                                                                                         | Lincoln HS (Brooklyn, NY)                |
| 14   | Kris Humphries (F)     | Estados Unidos | Utah Jazz | Minnesota                                |
| 15   | Al Jefferson (PF)      | Estados Unidos | Boston Celtics                                                                                                 | Prentiss HS (Prentiss, Misisipi)         |
| 16   | Kirk Snyder (SG)       | Estados Unidos | Utah Jazz (desde New York Knicks)                                                                              | Nevada                                   |
| 17   | Josh Smith (SF)        | Estados Unidos | Atlanta Hawks (desde Milwaukee Bucks)                                                                          | Oak Hill Academy (Virginia)              |
| 18   | J.R. Smith (SG)        | Estados Unidos | New Orleans Hornets                                                                                            | St. Benedict's Prep (Nueva Jersey)       |
| 19   | Dorell Wright (SF)     | Estados Unidos | Miami Heat | South Kent Prep. (Lawndale, California)  |
| 20   | Jameer Nelson (PG)     | Estados Unidos | Denver Nuggets (traspasado a Orlando a cambio de una futura elección en el draft)                              | Saint Joseph's                           |
| 21   | Pável Podkolzin (C)    | Rusia          | Utah Jazz (desde Houston, traspasado a Dallas a cambio de una futura elección en el draft)                     | Metis Varese (Italia)                    |
| 22   | Viktor Khryapa (SF)    | Rusia          | New Jersey Nets (traspasado a Portland a cambio de Eddie Gill y dinero)                                        | CSKA Moscú (Rusia)                       |
| 23   | Sergéi Monia (SG)      | Rusia          | Portland Trail Blazers (desde Memphis)                                                                         | CSKA Moscú (Rusia)                       |
| 24   | Delonte West (PG)      | Estados Unidos | Boston Celtics (desde Dallas Mavericks)                                                                        | Saint Joseph's                           |
| 25   | Tony Allen (SG)        | Estados Unidos | Boston Celtics (desde Detroit Pistons)                                                                         | Oklahoma State                           |
| 26   | Kevin Martin (SG)      | Estados Unidos | Sacramento Kings                                                                                               | Western Carolina                         |
| 27   | Sasha Vujačić (PG)     | Eslovenia      | Los Angeles Lakers                                                                                             | Snaidero Udine (Italia)                  |
| 28   | Beno Udrih (PG)        | Eslovenia      | San Antonio Spurs                                                                                              | Breil Milano (Italia)                    |
| 29   | David Harrison (C)     | Estados Unidos | Indiana Pacers                                                                                                 | Colorado                                 |
| 30   | Elección bloqueada     |                | Minnesota Timberwolves*                                                                                        |                                          |

* Nota: Los Minnesota Timberwolves perdieron su derecho a una elección en primera ronda debido a una infracción del límite salarial.

## Segunda ronda
| Pick | Jugador                  | Nacionalidad             | Equipo de la NBA                                                | Origen (Universidad/Club)         |
| ---- | ------------------------ | ------------------------ | --------------------------------------------------------------- | --------------------------------- |
| 31   | Anderson Varejão (PF)    | Brasil                   | Orlando Magic (traspasado a Cleveland Cavaliers)                | FC Barcelona (España)             |
| 32   | Jackson Vroman (C)       | Estados Unidos           | Chicago Bulls (traspasado a Phoenix Suns)                       | Iowa State                        |
| 33   | Peter John Ramos (C)     | Puerto Rico              | Washington Wizards                                              | Caguas (Puerto Rico)              |
| 34   | Lionel Chalmers (PG)     | Estados Unidos           | Los Angeles Clippers (desde Charlotte Bobcats)                  | Xavier                            |
| 35   | Donta Smith (SF)         | Estados Unidos           | Atlanta Hawks                                                   | Southeastern Illinois JC          |
| 36   | Andre Emmett (F/G)       | Estados Unidos           | Seattle SuperSonics (desde L.A. Clippers, traspasado a Memphis) | Texas Tech                        |
| 37   | Antonio Burks (PG)       | Estados Unidos           | Orlando Magic (desde Phoenix, traspasado a Memphis)             | Memphis                           |
| 38   | Royal Ivey (PG)          | Estados Unidos           | Atlanta Hawks (desde Philadelphia 76ers)                        | Texas                             |
| 39   | Chris Duhon (PG)         | Estados Unidos           | Chicago Bulls (desde Toronto Raptors)                           | Duke                              |
| 40   | Albert Miralles (PF)     | España                   | Toronto Raptors (desde Cleveland Cavaliers)                     | Roseto Basket (Italia)            |
| 41   | Justin Reed (SF)         | Estados Unidos           | Boston Celtics                                                  | Ole Miss                          |
| 42   | David Young (G)          | Estados Unidos           | Seattle SuperSonics                                             | North Carolina Central            |
| 43   | Viktor Sanikidze (SF)    | Georgia                  | Atlanta Hawks (desdeGolden State a través de Orlando)           | Dijon (Francia)                   |
| 44   | Trevor Ariza (SF)        | República Dominicana     | New York Knicks                                                 | UCLA                              |
| 45   | Tim Pickett (SG)         | Estados Unidos           | New Orleans Hornets                                             | Florida State                     |
| 46   | Bernard Robinson (SF)    | Estados Unidos           | Charlotte Bobcats (desde Milwaukee Bucks)                       | Michigan                          |
| 47   | Ha Seung-Jin (C)         | Corea del Sur            | Portland Trail Blazers                                          | Yonsei University (Corea del Sur) |
| 48   | Pape Sow (PF)            | Senegal                  | Miami Heat                                                      | Cal State Fullerton               |
| 49   | Ricky Minard (SG)        | Estados Unidos           | Sacramento Kings (desde Utah Jazz)                              | Morehead State                    |
| 50   | Sergei Lishouk (PF)      | Ucrania                  | Memphis Grizzlies (desde Denver a través de Orlando)            | Khimik Yuzhniy (Ucrania)          |
| 51   | Vasileios Spanoulis (PG) | Grecia                   | Dallas Mavericks (desde Houston a través de Denver)             | Maroussi (Grecia)                 |
| 52   | Christian Drejer (SF)    | Dinamarca                | New Jersey Nets                                                 | FC Barcelona (España)             |
| 53   | Romain Sato (SG)         | República Centroafricana | San Antonio Spurs (desde Memphis Grizzlies)                     | Xavier                            |
| 54   | Matt Freije (SF)         | Estados Unidos           | Miami Heat (desde Dallas Mavericks)                             | Vanderbilt                        |
| 55   | Rickey Paulding (SG)     | Estados Unidos           | Detroit Pistons                                                 | Missouri                          |
| 56   | Luis Alberto Flores (PG) | República Dominicana     | Houston Rockets (desde Sacramento a través de Utah)             | Manhattan                         |
| 57   | Marcus Douthit (PF)      | Estados Unidos           | Los Angeles Lakers                                              | Providence                        |
| 58   | Sergei Karaulov (C)      | Uzbekistán               | San Antonio Spurs                                               | Sakha-Yakutia Yakutsk (Rusia)     |
| 59   | Blake Stepp (PG)         | Estados Unidos           | Minnesota Timberwolves                                          | Gonzaga                           |
| 60   | Rashad Wright (G)        | Estados Unidos           | Indiana Pacers                                                  | Georgia                           |

## Jugadores destacados no incluidos en el draft
Estos jugadores no fueron seleccionados en el draft de la NBA de 2004, pero han jugado al menos un partido en la NBA.
| Jugador        | Pos. | Nacionalidad        | Universidad/Club                                              |
| -------------- | ---- | ------------------- | ------------------------------------------------------------- |
| Pero Antić     | C    | Macedonia del Norte | AEK Atenas BC (Grecia) 1982                                   |
| Andre Barrett  | PG   | Estados Unidos      | Seton Hall (Sr.)                                              |
| Tony Bobbitt   | SG   | Estados Unidos      | Cincinnati (Sr.)                                              |
| Andre Brown    | C/PF | Estados Unidos      | DePaul (Sr.)                                                  |
| Jackie Butler  | C/PF | Estados Unidos      | Coastal Christian Academy (Virginia Beach, Virginia) (HS Sr.) |
| Erik Daniels   | SF   | Estados Unidos      | Kentucky (Sr.)                                                |
| John Edwards   | C    | Estados Unidos      | Kent State (Sr.)                                              |
| Desmon Farmer  | SG   | Estados Unidos      | USC (Sr.)                                                     |
| Gerald Fitch   | SG   | Estados Unidos      | Kentucky (Sr.)                                                |
| Hamed Haddadi  | C    | Irán                | Paykan Tehran (Irán) 1985                                     |
| Renaldo Major  | SF   | Estados Unidos      | Fresno State (Sr.)                                            |
| Jared Reiner   | C    | Estados Unidos      | Iowa (Sr.)                                                    |
| James Thomas   | PF   | Estados Unidos      | Texas (Sr.)                                                   |
| Damien Wilkins | SF   | Estados Unidos      | Georgia (Sr.)                                                 |